# Oblast Kostroma
De oblast Kostroma (Russisch: Костромская область, Kostromskaja oblast) is een oblast (bestuurlijke eenheid) van Rusland. Het bestuurlijk centrum is de stad Kostroma, tevens de enige grote stad. Andere steden zijn Boej, Nerechta, Galitsj, Soligalitsj en Makarjev.
De oblast werd in 1944 afgescheiden van de oblast Ivanovo. Er zijn echter plannen om de oblasten opnieuw samen te voegen.
De dunbevolkte oblast Kostroma ligt op het Russisch Laagland, met de overloop naar de Noord-Russische Rug en grenst aan de oblast Vologda (noorden), de oblast Kirov (oosten), de oblast Nizjni Novgorod (zuiden), de oblast Ivanovo (westen) en de oblast Jaroslavl (noordwesten). De belangrijkste rivieren zijn de Wolga, die door het zuidwesten stroomt en de Kostroma. Een groot deel (73%) van de oblast is bedekt met bossen en het is daardoor een van de grootste houtproducerende gebieden van Europa. Daarnaast is de textielindustrie en de levensmiddelenindustrie van belang, alsook het toerisme. Het gebied ligt in een zone met een gematigd landklimaat.

## Districten
De oblast Kostroma bestaat uit de volgende districten (rajons, районы):
- Antropovski (Антроповский)
- Boejski (Буйский)
- Tsjoechlomskoj (Чухломской)
- Galitsjski (Галичский)
- Kadyjski (Кадыйский)
- Kologrivski (Кологривский)
- Kostromskoj (Костромской)
- Krasnoselski (Красносельский)
- Makarjevski (Макарьевский)
- Mantoerovski (Мантуровский)
- Mezjevski (Межевский)
- Nerechtski (Нерехтский)
- Nejski (Нейский)
- Oktjabrski (Октябрьский)
- Ostrovski (Островский)
- Parfenjevski (Парфеньевский)
- Pavinski (Павинский)
- Ponazyrevski (Поназыревский)
- Pysjtsjoegski (Пыщугский)
- Sjarjinski (Шарьинский)
- Soligalitsjski (Солигаличский)
- Soedislavski (Судиславский)
- Soesaninski (Сусанинский)
- Vochomski (Вохомский)

## Demografie
| 1926      | 1939      | 1959    | 1970    | 1979    | 1989    | 2002    |
| --------- | --------- | ------- | ------- | ------- | ------- | ------- |
| 1.081.000 | 1.077.000 | 921.000 | 871.000 | 804.000 | 809.000 | 736.600 |